# Murczynek
Murczynek – wieś w Polsce położona w województwie kujawsko-pomorskim, w powiecie żnińskim, w gminie Żnin, 7 km od miasta Żnina.
W latach 1975–1998 miejscowość administracyjnie należała do województwa bydgoskiego. Według Narodowego Spisu Powszechnego (III 2011 r.) liczyła 139 mieszkańców. Jest 32. co do wielkości miejscowością gminy Żnin.